# Aljaksandr Malinouski
Aljaksandr Leanidawitsch Malinouski (belarussisch Аляксандр Леанідавіч Маліноўскі; russisch Александр Леонидович Малиновский, Aleksandr Leonidowitsch Malinowskij; * 29. April 1964 in Minsk, Belarussische SSR, Sowjetunion) ist ein belarussischer Handballtrainer und ehemaliger Handballspieler.

## Spielerlaufbahn

### Verein
Aljaksandr Malinouski stand ab 1984 im Kader der ersten Mannschaft von SKA Minsk. Mit dem Armeeklub gewann er 1985, 1986, 1988 und 1989 die sowjetische Meisterschaft, 1988 den Europapokal der Pokalsieger sowie als Höhepunkte 1987, 1989 und 1990 den Europapokal der Landesmeister. 1989 erhielt er die Auszeichnung Verdienter Meister des Sports der UdSSR.
Von 1991 bis 1993 lief er für den tunesischen Verein Espérance Tunis auf, mit dem er 1992 und 1993 Meisterschaft und Pokal errang. Ab 1993 spielte er in Polen für Iskra Kielce, mit dem er 1994 und 1996 ebenfalls Meister wurde. Über den israelischen Verein ASA Tel-Aviv FC kehrte er nach Polen zurück zum KSSPR Końskie, bei dem er 1998 seine Karriere beendete.

### Nationalmannschaft
Mit der sowjetischen Junioren-Nationalmannschaft wurde Malinouski 1985 U-21-Weltmeister.
Mit der sowjetischen A-Nationalmannschaft 
gewann er 1986 die Goodwill Games. Er wurde in 16 Länderspielen eingesetzt und warf dabei elf Tore. Ab 1993 lief er für die belarussische Nationalmannschaft in neun Länderspielen auf, in denen er sieben Tore erzielte. Bei der Weltmeisterschaft 1995 belegte er mit Belarus den 9. Platz.

## Trainerlaufbahn
Nach dem Ende seiner Spielerlaufbahn übernahm Aljaksandr Malinouski den Trainerposten bei AZS Politechnika Radom. Im Jahr 2002 kehrte Malinouski als Trainer nach Kielce zurück und führte das Team 2003 zum ersten Double. 2003 wurde Daniel Waszkiewicz neuer Cheftrainer und Malinouski dessen Assistent. Es folgte der zweite Pokaltriumph im Jahr 2004. Anschließend übernahm er erneut den Hauptposten für ein Jahr. Von 2005 bis 2007 betreute er erneut die Mannschaft aus Radom, 2007/08 erneut Kielce. 2008 kehrte er nach Belarus zurück und trainierte den neu gegründeten Verein HC Dinamo Minsk, den er 2009, 2010, 2011 und 2012 zur belarussischen Meisterschaft, 2010 zum Pokal sowie 2009 zum Gewinn der Baltic Handball League führte. Von 2012 bis 2014 trug er die Verantwortung bei Śląsk Wrocław, von November 2014 bis Januar 2017 KSZO Ostrowiec, von November 2019 bis Februar 2021 bei UKR Olimp Grodków.

## Privates
Aljaksandr Malinouski ist verheiratet und hat zwei Söhne, Aljaksandr und Wiktor. Wiktor Malinowski spielte ebenfalls Handball und ist heute professioneller Pokerspieler.